# Alexander Onischuk
Alexander Onischuk (Sebastopol, Crimea, Ucrania; 3 de septiembre de 1975).Es un Gran Maestro Internacional de ajedrez nacionalizado en Estados Unidos de América. 
En la lista de enero de 2008 de la FIDE, Onischuk ocupaba la 52.ª posición en el ranking mundial de la FIDE con 2664 puntos de Elo, siendo el primero entre los estadounidenses.
En 2006, Onischuk ganó el Campeonato de ajedrez de Estados Unidos, derrotó a Yury Shulman por 1,5 a 0,5 en 2 partidas y se adjudicó el título.
En marzo de 2007, quedó segundo en el VIII Torneo Karpov de ajedrez, en Poikovsky, Rusia, tras el campeón Yakovenko y adelantando a Alekséyev y Bologan.